# Glasow (Meklemburgia-Pomorze Przednie)
Glasow – gmina w północno-wschodnich Niemczech, wchodząca w skład  Związku Gmin Löcknitz-Penkun w powiecie Vorpommern-Greifswald, w kraju związkowym Meklemburgia-Pomorze Przednie, przy granicy z Polską, na historycznym Pomorzu.
W języku polskim używano również nazwy Głazów.
Według danych ze spisu z 2022 Polacy stanowią 18,1% mieszkańców gminy.